# Novomîkolaiivka, Novoukraiinka
Novomîkolaiivka (în ucraineană Новомиколаївка) este localitatea de reședință a comunei Novomîkolaiivka din raionul Novoukraiinka, regiunea Kirovohrad, Ucraina.

## Demografie
Componența lingvistică a localității Novomîkolaiivka
     Ucraineană (95,76%)
     Română (3,01%)
     Rusă (1,23%)
Conform recensământului din 2001, majoritatea populației localității Novomîkolaiivka era vorbitoare de ucraineană (95,76%), existând în minoritate și vorbitori de română (3,01%) și rusă (1,23%).